# Фігурне катання на зимових Олімпійських іграх 1992 — одиночне катання (жінки)

Змагання з одиночного фігурного катання серед жінок на зимових Олімпійських іграх 1992 (Альбервіль, Франція) пройшли 19 та 21 лютого на штучній ковзанці Палацу спорту Ля Алль де гляс Олімпік.

## Медалісти
| Золото         | Срібло     | Бронза         |
| Крісті Ямагучі | Іто Мідорі | Ненсі Керріган |

## Результати
| Місце                             | Спортсмен          | Країна            | SP | FS | TFP  |
| --------------------------------- | ------------------ | ----------------- | -- | -- | ---- |
| 1                                 | Крісті Ямагучі     | США               | 1  | 1  | 1.5  |
| 2                                 | Іто Мідорі         | Японія            | 4  | 2  | 4.0  |
| 3                                 | Ненсі Керріган     | США               | 2  | 3  | 4.0  |
| 4                                 | Тоня Гардінг       | США               | 6  | 4  | 7.0  |
| 5                                 | Сурія Боналі       | Франція           | 3  | 6  | 7.5  |
| 6                                 | Чень Лу            | Китай             | 11 | 5  | 10.5 |
| 7                                 | Юка Сато           | Японія            | 7  | 7  | 10.5 |
| 8                                 | Карен Престон      | Канада            | 12 | 8  | 14.0 |
| 9                                 | Жозе Шуінар        | Канада            | 10 | 11 | 16.0 |
| 10                                | Марина Кільман     | Німеччина         | 15 | 9  | 16.5 |
| 11                                | Ленка Кулована     | Чехословаччина    | 9  | 12 | 16.5 |
| 12                                | Летісия Юбер       | Франція           | 5  | 15 | 17.5 |
| 13                                | Патриція Неске     | Німеччина         | 16 | 10 | 18.0 |
| 14                                | Юлія Воробйова     | Об'єднана команда | 14 | 13 | 20.0 |
| 15                                | Анісетт Торп-Лінд  | Данія             | 8  | 16 | 20.0 |
| 16                                | Тетяна Рачкова     | Об'єднана команда | 13 | 14 | 20.5 |
| 17                                | Вікторія Дімітрова | Болгарія          | 18 | 17 | 26.0 |
| 18                                | Джоан Конуей       | Велика Британія   | 17 | 18 | 26.5 |
| 19                                | Зузанна Швед       | Польща            | 23 | 19 | 30.5 |
| 20                                | Альма Лепіна       | Латвія            | 22 | 20 | 31.5 |
| 21                                | Ольга Васільєва    | Естонія           | 21 | 21 | 31.5 |
| 22                                | Сьюзенн Оттерсон   | Велика Британія   | 20 | 22 | 32.0 |
| 23                                | Христина Цако      | Угорщина          | 19 | 23 | 32.5 |
| WD                                | Хелена Перссон     | Швеція            | 24 |    |      |
| Не вдібрались в довільну програму |                    |                   |    |    |      |
| 25                                | Желька Чіжмешия    | Хорватія          | 25 |    |      |
| 26                                | Мойа Корач         | Словенія          | 26 |    |      |
| 27                                | Лі Гин Ок          | КНДР              | 27 |    |      |
| 28                                | Ли Ин Хі           | Південна Корея    | 28 |    |      |
| 29                                | Маудо Наварро      | Мексика           | 29 |    |      |

WD = спортсменка не закінчила змагання